# استودان‌های حاجی‌آباد
استودان‌های حاجی‌آباد مربوط به دوره ساسانیان است و در شهرستان مرودشت، بخش مرکزی، روستای حاجی‌آباد واقع شده و این اثر در تاریخ ۲۲ مرداد ۱۳۸۴ با شمارهٔ ثبت ۱۳۳۳۶ به‌عنوان یکی از آثار ملی ایران به ثبت رسیده است.